# Gruffudd ab Owain Glyndŵr
Gruffudd ab Owain Glyndŵr (v.1385 – v.1412) était le fils aîné de Margaret Hanmer et Owain Glyndŵr, le leader de la révolte des Gallois, à laquelle il participa.
Gruffudd est mentionné comme le fils aîné et héritier d'Owain dans les chroniques de l'époque.
Il prit part à un raid dans le sud du Pays de Galles en 1405, avec son oncle Tudur ap Gruffudd, et le chef Rhys Gethin. Ils furent défaits par John Talbot à Grosmont et à Usk. Tudur et Rhys furent tués tandis que Gruffudd fut capturé.
Il fut par la suite emprisonné à Nottingham avant d'être transféré à la Tour de Londres. Sa mère ainsi que deux de ses sœurs l'y rejoignirent en 1409. Gruffudd mourut de la peste bubonique en 1412.